# Скупштина
Скупштина, парламент или народно представништво је највише представничко тело и носилац уставотворне и законодавне власти у савременим политичким системима.
У данашњем облику, настала је тек два-три века уназад као једна од најважнијих тековина грађанске револуције и као један од темеља демократије и грађанске државе.
Реч „скупштина“ потиче од глагола „скупљати“, а означава место на коме се скупљају представници народа. Страни назив „парламент“ потиче од ријечи parlare, што значи говорити, расправљати. Најстарији парламент је исландски Алтинг основан 930. године.
Код Словена, почеци скупштинског живота сежу у прошлост, када су на народним саборима представници народа (обично „виђенији“ људи или управници области), на позив владара, расправљали о најважнијим државним питањима.
Парламент се историјски развио у Енглеској, а првобитна намена му је била у домену одређивања висине пореза, да би се потом опсег одлучивања проширио на суд и, коначно, законодавство.
Скупштина може бити једнодомна, дводомна или из више домова (ретко), а у данашњем политичком животу, у унитарним државама, доњи дом је обично јачи, док су у федералним једнаки (горњи дом је обично дом федералних јединица).

## Рани парламенти
Од давнина, када су друштва била племенска, постојала су већа или поглавар чије су одлуке оцењивале старешине села. То се назива трибализам. Неки научници сугеришу да је у древној Месопотамији постојала примитивна демократска влада у којој је краљеве оцењивао савет. Исто је речено за древну Индију, где је постојао неки облик делиберативних скупова, те је стога постојао и неки облик демократије. Међутим, ове тврдње не прихвата већина научника, који виде ове облике владавине као олигархије.
Древна Атина је била колевка демократије. Атинска скупштина (ἐκκλησία, еклесија) била је најважнија институција, и у расправи је могао учествовати сваки слободан грађанин. Робови и жене нису могли. Међутим, атинска демократија није била репрезентативна, већ директна, те се еклесија разликовала од парламентарног система.
Римска република је имала законодавне скупштине, које су имале последњу реч у погледу избора судија, доношења нових статута, спровођења смртне казне, објавом рата и мира и стварањем (или распуштањем) савеза. Римски сенат је контролисао новац, администрацију и детаље спољне политике.
Неки муслимански научници тврде да је исламска шура (метода доношења одлука у исламским друштвима) аналогна парламенту. Међутим, други научници (нарочито из Хизб ут-Тахрир) истичу оно што сматрају фундаменталним разликама између система шура и парламентарног система.

## Називи за парламенте у свету
- Пољска -  Парламент
(кога чине Сејм и Сенат)
- Чешка - Парламент 
(кога чине Посланички дом и Сенат)
- Северна Македонија - Собрање
- Исланд - Алтинг
- Норвешка - Стортинг
- Данска - Фолкетинг
- Шведска - Риксдаг
- Израел - Кнесет
- Украјина - Рада
- Белорусија - Народна скупштина 
(коју чине Посланички дом и Савет Републике)
- Иран - Меџлис
- Шпанија - Кортес
- САД - Конгрес
- Русија - Федерална скупштина 
(коју чине Државна дума и Савет Федерације)
- Хрватска - Сабор
- Финска - Едускунта
- Албанија - Кувенди
- Немачка - Бундестаг
- Швајцарска - Савезни скуп
(кога чине Државни савет и Савет кантона)
- Словенија - Парламент
(кога чине Државни збор и Државни савет)